# 鬼武者Soul
『鬼武者Soul』（おにむしゃソウル）は、かつてカプコンが開発運営していたブラウザゲーム。戦国アクションゲーム鬼武者シリーズの世界観を基にしている。2017年3月30日サービス終了。

## 概要
プレイヤーは城主となって、400人以上の登場武将を集めて育成し、合戦や内政をおこなうシミュレーションゲームである。
「開発隊」という掲示板をベータユーザー向けに開設し、ベータユーザーの意見を幅広く取り入れている。ほぼ全てのユーザーの書き込みにプロデューサー自らが返信を行っている。
「戦国体験 初陣」では50項目以上の改善点を以後行うことをフィードバックシートにおいて発表した。

## 要素
国
47都道府県から選択可能。旧国名も併記されている。国ごとに「鬼」「人」「幻魔」の陣営に分類され、国を選ぶと陣営も決まる。琉球（沖縄）も北海道（蝦夷）も選択できる。
城下町（主城）
メインの城下町。50×50の箱庭で建築物は自由に設置できる。2012年12月13日からは高低差も導入された。
城下町（支城）
サブの城下町。40×40の箱庭で建築物は自由に設置できる。2012年12月13日からは高低差も導入された。
城下町（水上）
サブの城下町。40×40の箱庭で建築物は自由に設置できる。建築物は舟で、生産は回数制限がある。専用の旅交易が設けられており、白魂などが入手可能。
城
47都道府県の弘前城、高知城、松江城など著名な城がオリジナルグラフィックで実装されている。
鬼くじ
ガチャ。無料で引け、武将や建築物、アイテムなどが手に入る。緑鬼くじ、赤鬼くじ、黒鬼くじ、紫鬼くじ、黄鬼くじ、白鬼くじ、青鬼くじが実装されている。なお、黄鬼くじは公認ネットカフェの端末からアクセスすることで入手できる。
武将
著名イラストレーターが描いたイラスト、30人以上もの豪華声優を起用してのゲーム内ボイスが特徴。「攻撃」「防御」「知略」「技」などのパラメータを持つ。
鬼物語
クエスト。行動ポイントを消費して進める。武将が入手できたり、幻魔との戦闘をおこなう。紫魂が入手でき、紫鬼くじが引ける。
天下分け目戦
全プレイヤーが東軍と西軍に分かれ、3つの有名な古戦場で勝敗を競う。2つ以上の戦場を占領した陣営の勝利。赤魂が入手でき、赤鬼くじが引ける。
攻城戦
47都道府県の県対抗戦。事前の国力ポイント順位の隣接県が対戦相手となる。例：1位の県と2位の県が戦う。開催期間は3日間で、三の丸・弐の丸・本丸を攻撃県・防衛県に分かれて競う。部隊は自分と同じ都道府県のプレイヤーからランダムで選択され、プレイヤーの武将は必ず大将に配置される。黒魂が入手でき、黒鬼くじが引ける。
大合戦
全プレイヤーが東軍と西軍に分かれて勝敗を競う。相手より多くの戦場を占領した陣営の勝利。青魂が入手でき、青鬼くじが引ける。
悪鬼羅刹
レイドボス。HPが多いため、フレンドに救援を出すことでフレンドと自分でレイドボスの全HPを0にすることで勝利となる。勝つと緑魂が入手でき、緑鬼くじが引ける。
幻夢空間・幻夢清洲城
2500歩のダンジョン。技の経験値が手に入る技宝珠や武将育成の武将強化生贄、幻夢空間や清洲城クリア限定武将などが入手できる。
ランキング
デイリー（24時間）、週間（定期メンテナンスから定期メンテナンスまで）の2種類があり、「合戦勝ち星」「レイド討伐ポイント」「最大火力」「国政貢献度」など多数存在する。

## 主な登場人物
本作のイメージPVでは上杉謙信、武田信玄、北条氏康、長宗我部元親、立花誾千代、伊達政宗の6人がメインキャラクターとして扱われている。
熊田弾兵衛（くまだ だんべえ）
声 - 無し
大名となったプレイヤーの下で忠勤に励む足軽大将。一見豪傑風だが、純朴で嘘のつけない人物。年齢は25歳（後に26歳）。
望月叙光（もちづき じょこう）
声 - 沢城みゆき
プレイヤーに従う小領主であり、近習も務める。物静かで気難しい人物だが真っ直ぐな芯を持ち、民からは慕われている。幼い頃から男として育てられたが実は女性であり、そのことをひた隠しにしている。望月家の先祖は忍であり、甲賀五十三家に上げられる家柄。
名古屋山三郎（なごや さんさぶろう）
声 - 杉田智和
中性的な容姿の流浪人。織田信長の縁戚にあたり、織田九右衛門とも名乗る。出雲阿国と惹かれ合い共に歌舞伎を興すが、幻魔の力によりさらなる大望を果たそうとする。
山科那奈（やましな なな）
声 - 小林ゆう
賀茂・土御門両家の血を継ぎ、生まれながらに「鬼ノ眼」を持つ陰陽師の少女。年齢は10歳（後に11歳）。プレイヤーとは家族ぐるみで親交がある。
山科恵子（やましな けいこ）
声 - 坂本真綾
那奈の母。山科言継の養女であり、土御門家の出身。占いが得意であり、朝廷からも依頼を受ける貴婦人。
山科言継（やましな ときつぐ）
声 - 三木眞一郎
内蔵寮頭・御厨子所別当という朝廷の財務を所管する官職に任じられた公卿。
小野お通（おのの おつう）
声 - 坂本真綾
文名高い年齢不詳の女性書家。都における貴賤の事情に通じた人物で、言継や恵子、那奈とは親しい間柄。もったりとした喋り方の弟子がいる。
茶屋四郎次郎（ちゃや しろうじろう）
声 - 皆川純子
金のやりとりにうるさいことで有名な京都の豪商。年端はいかず、阿漕な商売をしているが商人として曲がったことは嫌う。角倉了以とは犬猿の仲。
勘解由小路在昌（かでのこうじ ありまさ）
声 - 大塚芳忠
幻魔に与する公家で、異端の陰陽師。ルイス・フロイスの弟子にあたる。術者としては二流だが、伴天連の妖しげな術を用いる油断ならない男。物語の途中で烏丸資任と体を共有することになる。「四国鎮魂編」では高等幻魔ゴーガンダンテスを呼び出し、四国に施された封を解こうとする。
史実では勘解由小路在昌は賀茂在昌（在政）と同一人物とされているが、陰陽師には史実に名を残した人物が少ないという事情もあり、本作では別人物で兄弟という設定となっている。
賀茂在政（かもの ありまさ）
声 - 三木眞一郎
在昌の弟。強大で危険な魔力の持ち主で、若くして陰陽道賀茂流の暦法を修めている。山科恵子と婚儀を挙げ、那奈を儲けた後に忽然と行方をくらます。物語の途中で勘解由小路と袂を分かち、プレイヤー側に付く。
土御門久脩（つちみかど ひさなが）
声 - 小西克幸
那奈の師匠。陰陽道土御門流の当主。久脩を始め、陰陽師たちは人形代を用いてプレイヤーの手助けをする。
出雲阿国（いずもの おくに）
声 - 井上喜久子
歌舞伎を創始し、阿国一座を取り仕切る芸能者。出雲大社の巫女でもあり、神楽舞を源流とした魔払いの舞を用いて幻魔を退ける。恋仲だった山三郎の行方を追っている。
雑賀孫市 皐月（さいがまごいち さつき）
声 - 小林ゆう
『鬼武者2』に登場した雑賀孫市の従兄妹に当たる14歳の少女。傭兵集団雑賀衆の次期頭領となるため修行を積んでいる。柳生十兵衛 茜とは好敵手の間柄。
千於銀（せん おぎん）
声 - 田村ゆかり
千宗易の娘。機械やからくりの研究に余念がない発明少女で、堺の町を駆け回っている。趣味の共通する皐月とは交友がある。
安倍晴明（あべの せいめい）
声 - 小西克幸
土御門家の開祖にして伝説的な陰陽師。母親の霊狐・葛の葉の影響で長寿であり、狐の耳と尾を持つ。歴史から姿を消した後も信太の森で百年の眠りについていた。昼寝が大好きで、飄々とした掴みどころのない不思議な人物。
ガイドキャラクターとして設定されており、「竜虎激突編」から登場し狐の姿となってプレイヤーに同行する。
虎哉宗乙（こさい そういつ）
声 - 沢城みゆき
臨済宗関山派の僧侶で快川紹喜の弟子。まだ幼く無邪気なところがあるが、純粋で聡明かつ勇気も備えた人物。伊達政宗とは大の親友。
巴御前（ともえごぜん）
声 - 柚木涼香
かつて晴明に滅せられた幻魔武者・木曽義仲の愛妾であり一人当千の武将。泰山府君の法により、千葉伊勢の体を乗っ取り四百年の時を超えて蘇る。高等幻魔ガルガントと共に現世を地獄へと変えようとする。
源義経（みなもとの よしつね）
声 - 皆川純子
鬼武者でありながら幻魔に身を堕とした最強の幻魔武者。自他共に認める戦の天才で、勝ちの決まった戦を嫌う気まぐれな性格。鬼一法眼と名乗っていた頃の晴明に師事し義仲や平氏一門を連破したが、幻魔が不利と見るやそちらに寝返り晴明に滅ぼされる。四百年の時を超えて子供の体で蘇り、腹心の武蔵坊弁慶（高等幻魔オズリック）と共に再び戦雲を巻き起こす。
幸徳井友景（こうとくい ともかげ）
声 - 神谷浩史
柳生十兵衛宗厳の甥にあたる剣士であり、陰陽頭に任命された気鋭の陰陽師。かつて異界で芦屋道満と出会い、その指導により恐るべき術を会得している。
白峰みこと（しらみね みこと）
声 - 田村ゆかり
讃岐国白峰寺の神官。崇徳上皇に墓守として仕え、大魔縁を封じ続けている一族の出身。小柄な少女だが巨大な気を練り操る能力を持っている。
玉藻（たまも）
声 - 坂本真綾
プレイヤーと望月叙光に仕える伊賀のくノ一。主に諜報、護衛、連絡を任務としているが、有事の際には刃を振るう。
ルイス
声 - 田中理恵
本名はルイス・デ・アルメイダ。ポルトガルの貿易商人でありながら、外科医師として無償で人々を癒している女性。神の教えを広めるために宣教師となる志を抱いている。
ジョアナ
声 - 釘宮理恵
ルイスの妹であり、本名はジョアナ・デ・アルメイダ。修道女のような服装をしているが、神の国を作るために致し方なき非道を行う姉と訣別し異なる道を歩む。魔の力をもって九州平定を成し遂げようとする大友宗麟に対抗するために降魔の儀を行い、高等幻魔ドナルベインを呼び出す。
根岸兎角（ねぎし とかく）
声 - 花澤香菜
諸岡一羽の高弟であり、剣技上達に命を賭ける少女剣士。不治の病に冒された師を見限り武者修行に旅立ち、関東に「微塵流」道場を開いて名を上げようとする。幻魔と人の間に生まれた身であり強力な法力を使い、自ら天狗の子を名乗る。
岩間小熊（いわま おぐま）
声 - 花澤香菜
諸岡一羽の高弟であり、純情素朴な一羽流の少女剣士。師を見捨てた姉妹弟子の根岸兎角が許せず、師の死後に仇討ちの旅に出る。
歴史上では男性だが、女性ともとれるような名前だったためにゲーム中では女性となった。
ドナルベイン
『Soul』オリジナルの高等幻魔。冷徹に戦闘効率を算出する頭脳と金属質の体を持つ戦闘機械のような存在。人間の非合理的な思考や感情を理解するのは苦手。
信長の配下である和田惟政と長谷川秀一が異界から偶然呼び出した幻魔で、基本的には自分を召喚した彼らの言うことを聞くが、融通の利かない部分もある。
ティボルト
『Soul』オリジナルの高等幻魔。戦いを神聖なものと考え、強者と戦い勝利することを至上の喜びとする。その姿は数千年前から目撃され、人々からは茨木童子として語り継がれている。
かつての戦いで陰陽師が使った左近桜の力で封印されていたが、全国各地の桜の封印が解かれたために徐々に力を取り戻していく。鬼の血肉を喰らうと膂力が高まる性質を持ち、蒼鬼や茜と戦いを繰り広げる。
デズデモーナ
『Soul』オリジナルの高等幻魔。自称「高等幻魔界で二番目に強い女」。ジュジュドーマとは共に腕を磨いた間柄で、彼女を「お姉様」と呼び慕う。
十兵衛に恨みを持つ果心居士によって目覚めさせられ、柳生の一族を狙う。自分の眼を見た男を意のままに操る能力を持っている。

### シリーズ登場人物
声優はデフォルトのもので、プレイヤーが武将として使用する際は変更が可能。また、同名のキャラクターでもカードによって声優が異なる場合がある。
明智左馬介秀満 / 南光坊天海
声 - 杉田智和
登場作品 - 『1』、『2』（名前のみ）、『3』、『無頼伝』、『TWILIGHT OF DESIRE』、『NIGHT OF GENESIS』、『新』
かえで
声 - 柚木涼香、田中理恵
登場作品 - 『1』、『無頼伝』、『TWILIGHT OF DESIRE』、『新』（名前のみ）
雪姫
声 - 小清水亜美
登場作品 - 『1』
夢丸 / 前田慶次郎
声 - 沢城みゆき / 杉田智和、神谷浩史
登場作品 - 『1』、『無頼伝』
明智光秀
声 - 小西克幸、小山力也
登場作品 - 『1』（名前のみ）、『3』、『新』（名前のみ）
柳生十兵衛
声 - 関智一
登場作品 - 『2』、『3』（名前のみ）、『無頼伝』、『NIGHT OF GENESIS』、『新』（名前のみ）
小谷のお邑
声 - 沢城みゆき
登場作品 - 『2』、『3』（名前のみ）、『無頼伝』、『NIGHT OF GENESIS』（名前と姿のみ）
風魔小太郎
声 - 関智一
登場作品 - 『2』、『無頼伝』、『新』（ドラマCDで名前のみ）、『タクティクス』
『Soul』では少年時代の小太郎も登場する。
雑賀孫市
声 - 杉田智和
登場作品 - 『2』、『無頼伝』、『新』（名前のみ）、『タクティクス』
『Soul』では自身の従兄妹である皐月が登場する。
安国寺恵瓊
声 - 玄田哲章
登場作品 - 『2』、『無頼伝』、『タクティクス』
『Soul』では主人公に絡んでくるが、すぐに酔いを醒まし、大手を振って去っていく。後に主人公を助け共闘し、寺に襲いくる幻魔を薙ぎ払う。この頃はまだ悲しみが消えていないらしく、それを阿国に見透かされる。
高女（たかじょ）
登場作品 - 『2』
『Soul』では茜が主人公と引き合わせる。
阿児（あこ）
声 - 田村ゆかり
登場作品 - 『3』
蒼鬼
声 - 楠田敏之 / 三木眞一郎
登場作品 - 『新』、『タツノコ VS. CAPCOM』
柳生十兵衛 茜
声 - 田中理恵 / 花澤香菜（幼少時）
登場作品 - 『新』
『Soul』ではみの吉と再会し、侍になったみの吉を一番に祝福した。「時のねじれ」により過去の時代に飛ばされており、そこで若い頃の祖父や少年時代の父、叔父らに出会い一緒に暮らすことになる。また、同い年の雑賀孫市 皐月とは二代目同士であり好敵手の間柄。
お初
声 - 小林沙苗 / 柚木涼香
登場作品 - 『新』
『Soul』では蛇剣を巡る騒動に巻き込まれることになる。
ロベルト・フロイス
声 - 杉田智和
登場作品 - 『新』
みの吉
声 - 玉川紗己子
登場作品 - 『新』
『Soul』では侍見習いとして、プレイヤーが各地を巡検に出る際にお供を務める。「時のねじれ」により先の時代から飛ばされており、一緒にいた仲間や一部の人間のことは覚えているが、過去に何があったかの記憶はほとんど消滅している。
阿倫（ありん）
声 - 田村ゆかり
登場作品 - 『新』
淀君
声 - 柚木涼香
登場作品 - 『新』
フォーティンブラス
登場作品 - 『1』、『新』
織田信長
声 - 大塚明夫
登場作品 - 『1』、『2』、『3』、『無頼伝』、『新』（名前のみ）、『タクティクス』
幻魔王・織田信長
登場作品 - 『2』、『3』、『タクティクス』

ギルデンスタン
声 - 永井一郎
登場作品 - 『1』、『2』、『無頼伝』、『3』、『TWILIGHT OF DESIRE』、『タクティクス』
オズリック
登場作品 - 『1』、『無頼伝』
『Soul』では最強の幻魔武者・源義経の腹心「武蔵坊弁慶」として登場。元来人の言うことを聞かないが、400年前に義経に倒されてからは彼の言うことだけは聞くようになった。
ヘキュバ
登場作品 - 『1』、『無頼伝』
ギンガムファッツ、ギンガムファッツ・改、ギンガムファッツ・極
登場作品 - 『2』
ジュジュドーマ、ジュジュドーマ蘭
登場作品 - 『2』、『無頼伝』
ゴーガンダンテス
登場作品 - 『2』、『無頼伝』
ガルガント
登場作品 - 『3』、『無頼伝』、『新』
ベガドンナ
登場作品 - 『3』
クローディアス
登場作品 - 『新』
ローゼンクランツ
登場作品 - 『新』
オフィーリア
登場作品 - 『新』
森蘭丸
声 - 三木眞一郎、山崎たくみ
登場作品 - 『3』
本多平八郎忠勝
声 - 藤原啓治、小山力也
登場作品 - 『3』
木下藤吉郎→羽柴秀吉→豊臣秀吉
声 - 玄田哲章
登場作品 - 『1』、『2』、『3』、『新』、『タクティクス』
島左近
声 - 三宅健太 / 玄田哲章
登場作品 - 『新』
柳生宗矩
声 - 藤原啓治、大塚芳忠、杉田智和
登場作品 - 『新』
『Soul』では少年時代の宗矩も登場する。

## 沿革
- 2012年10月19日 - 「正式サービス開始」PC版
- 2012年11月22日 - 「竜虎激突編」[6]
- 2012年12月13日 - 「奥羽大乱編」[7]
- 2012年12月20日 - 「百花繚乱編」[8]
- 2013年2月21日 - 「四国鎮魂編」[9]
- 2013年4月18日 - 「九州降魔編」[10]
- 2013年5月7日 - 「台湾版 鬼武者Soulサービス開始」PC版
- 2013年6月27日 - 「関東風雲編」[11]
- 2013年7月23日 - 「正式サービス開始」iOS版
- 2013年7月24日 - 「正式サービス開始」Android版
- 2014年2月25日 - 「正式サービス開始」PlayStation 3版
- 2017年3月30日 - 正式サービス終了

## 作品受賞歴
- 2012年 WebMoney Award Rookie of the Year BestGames賞[12]
- 2013年 バハムートゲーム大賞 ブラウザゲーム部門 金賞（台湾）[13]

## 音楽

### 主題歌
「GET TOUGH」
作詞 - 岩里祐穂 / 作曲 - 本間昭光 / 編曲 - 大西省吾 / 歌 - May'n
アルバム「HEAT」収録曲。初回限定盤には、歌姫武将「May'n」のシリアルコード入りカードが封入されていた。

「アウトサイダー」
作詞 - 岩里祐穂 / 作曲 - 本間昭光 / 編曲 - tasuku / 歌 - May'n
新主題歌。シングル「Run Real Run」収録曲。CD購入特典として、新イラストの歌姫武将「May'n」のシリアルコード入りカードを封入。

### BGM
作・編曲 - 音楽制作集団Team－MAX（高梨康治、藤澤健至、水谷広実、茂戸藤浩司）

## コラボレーション
本作では47都道府県とコラボレーションが行われ、日本全国のご当地名産をテーマとしたクエストが配信されている。また、カプコンのゲームタイトルをはじめとするコラボレーションによる武将が多数登場する。
- CAPCOMタイトルコラボ
  - 『ヴァンパイアセイヴァー』 - モリガン、リリス、ジェダ、フェリシア、バレッタ
  - 『戦国BASARA』 - 伊達政宗、本多忠勝、真田幸村、上杉謙信、武田信玄、石田三成、いつき
  - 『大神伝 〜小さき太陽〜』 - チビテラス、クニヌシ、クロウ、カグラ、悪鬼羅刹としてダイダラボッチ、連獅子
  - 『デビルメイクライ』 - ダンテ
  - 『ストリートファイターIV』 - リュウ、春麗
  - 『モンスターハンターポータブル 3rd』 - ユクモ村の剣士、悪鬼羅刹としてジンオウガ
  - 『バイオハザード』 - クリーチャーの襲撃イベント、悪鬼羅刹としてエルヒガンテ
  - 『モンスターハンター フロンティアG』 - ナターシャ、教官見習ネコ、悪鬼羅刹としてUNKNOWN、赤闘獣・青闘獣、巨大武者アイルー、ヤマツカミ
  - 『ファイナルファイト』 - ガイ、マイク・ハガー、コーディー、ソドム、ダムド、ポイズン

- 歴史人ブースターパック
  - 可児才蔵、真田幸村、武田信玄、塚原卜伝、北条氏康、渡辺勘兵衛、太原雪斎、竹中半兵衛、高橋紹運、今川義元、加藤清正、大谷吉継、伊達政宗、前田利家、徳川家康、直江兼続、後藤又兵衛、島津義久、立花宗茂、前田慶次、大友宗麟、清水宗治、黒田官兵衛、山本勘助、片倉景綱、上泉信綱、尼子経久、上杉謙信、長宗我部元親

- 戦国BASARAコラボブースターパック
  - 伊達政宗、真田幸村、石田三成、上杉謙信、いつき、お市、毛利元就、雑賀孫市、松永久秀、かすが、前田利家、島津義弘、鶴姫、風魔小太郎、大谷吉継、片倉小十郎、徳川家康、織田信長、本多忠勝、竹中半兵衛、武田信玄、明智光秀、猿飛佐助、豊臣秀吉、前田慶次、まつ、長曾我部元親、浅井長政、黒田官兵衛、濃姫

- カプコンヒロインズコラボブースターパック
  - フェリシア、春麗、リリス、風間アキラ、キャミィ、モリガン、若葉ひなた、想鐘サキ、C.ヴァイパー、いぶき、春日野さくら、ローズ、狩魔冥、イングリッド、タバサ、綾里真宵、ジル、デビロット姫、ニーナ、バレッタ、レイレイ、一条美雲、トロン、エイダ、レディ、クレア、トリッシュ、キリエ、黒川うさぎ、シルヴィア

- 「鷹の爪団」コラボブースターパック
  - 吉田くん、総統、レオナルド博士、フィリップ、大家さん、菩薩峠、土管くん、DXファイター、森田コウイチ、コフィー、阿武隈ブヴァエモン、パパ、桶狭間先生、ピーター、ゾフィー

- タイアップ限定
  - 『さよなら絶望先生』 - 木津千里
  - 『御藝巫女 天宮琴音』 - 天宮琴音、天宮楓、天宮香織
  - 『センゴク』 - 仙石権兵衛 秀久、明智十兵衛 光秀、可児才蔵 吉長、堀久太郎 秀政、坂井久蔵
  - 『参天製薬』 - 曲直瀬ひとみ、悪鬼羅刹としてヤケ目提灯、アカ目ダルマ、コスリ目猫、オモ目入道、カワキ目天狗
  - 『仮面の忍者 赤影 Remains』 - 赤影
  - 『課長島耕作』 - 足軽 島耕作、侍大将 島耕作、奉行 島耕作、家老 島耕作、大名 島耕作
  - 『ハイスコアガール』 - 矢口ハルオ、日高小春、大野晶、ガイル
  - 『鬼灯の冷徹』 - 鬼灯、シロ、閻魔大王
  - 『ブラウザ三国志』 - 水鏡娘
  - 『鬼武者Soul カードラッシュ』 - 浅井初、浅井江、浅井茶々、黒田官兵衛、明智光秀、島津義久

この他、マーベラスのオンラインシミュレーションRPG『ブラウザ三国志』では、コラボレーションキャンペーンとして本作からの武将「織田信長 夢」が登場している。

## 関連商品

### 攻略本
『鬼武者Soul 戦国兵法書』
2012年12月21日発売、株式会社エンターブレイン、ISBN 9784047286658。特典として、オリジナル武将「紅狐」が入手できるシリアルコードを付属。陣営は幻魔。
武将、技、建築物などのデータを掲載。「竜虎激突」「奥羽大乱」「百花繚乱・壱」のアップデートで登場した武将がイラスト付きで紹介されている。データや仕様は2012年12月5日時点のもの。
『2分ではじめるシリーズ 鬼武者Soul』
2013年10月28日発売、株式会社イースト・プレス、ISBN 9784781685328。2分でわかる解説と限定アイテムをパックにした一冊。特典として、オリジナル限定武将「あきこロイドちゃん」が入手できるシリアルコードを付属。陣営は鬼。

### サウンドトラック
『鬼武者Soul オリジナル・サウンドトラック』
2013年10月23日発売。発行元はカプコン セルピュータレーベル。BGM20曲を収録。特典として、武将「足利小侍従」が入手できるシリアルコードを付属。陣営は鬼。

## みんなと 鬼武者 カードマスター
Mobageで2013年2月18日から2014年5月30日まで配信されたソーシャルゲーム。ジャンルは「リアルタイムギルド合戦」。対応機種はスマートフォン、フィーチャーフォン。基本プレイ無料、アイテム課金制。
『鬼武者Soul』の世界観をベースにし、武将も多数登場している。また、2013年3月12日から4月11日まで『戦国BASARA カードヒーローズ・祭』とのコラボキャンペーンが行われた。

## 鬼武者Soul カードラッシュ
2014年6月26日から全国のアミューズメントセンターで稼働した6人（最大12人）用メダルゲーム。『鬼武者Soul』の世界観を踏襲しており、プロジェクションマッピングによりセンターに設置された城に立体的な映像が演出される。400種類以上の武将カードが登場し、入手した武将カードの種類や枚数に応じてジャックポット抽選やカードバトルなどのイベントが発生する。
ブラウザゲーム連動キャンペーンとして、無料アプリケーション『鬼武者Soul カードラッシュ』でアカウント作成・ログインすることで『鬼武者Soul』で使用できるオリジナル武将のシリアルコードが入手できる。連動サービスは2016年6月30日終了。
この他、武将カードとして『戦国BASARA』のキャラクターも登場する。